# NIOD Instituut voor Oorlogs-, Holocaust- en Genocidestudies

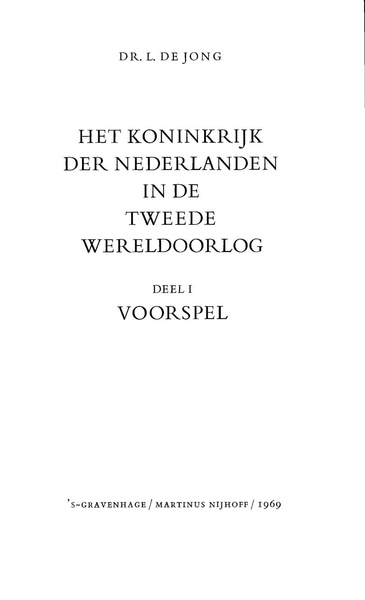
NIOD publicatie: L. de Jong - Het Koninkrijk der Nederlanden in de Tweede Wereldoorlog 1939-1945 Deel 1 Voorspel. Klik voor pdf.

Het NIOD Instituut voor Oorlogs-, Holocaust- en Genocidestudies is een Nederlands instituut voor de bestudering van de Eerste en Tweede Wereldoorlog, de Holocaust en hedendaagse genociden. Het instituut werd bij het grote publiek vooral bekend door het mediagenieke optreden van de directeur Loe de Jong. Diens levenswerk Het Koninkrijk der Nederlanden in de Tweede Wereldoorlog is het omvangrijkste resultaat van de activiteiten van wat toen nog het RIOD heette.

## Geschiedenis

### Oprichting
Het instituut werd op 8 mei 1945 opgericht onder de naam Rijksbureau voor Documentatie van de geschiedenis van Nederland in Oorlogstijd. Op 1 oktober dat jaar werd de naam gewijzigd in die van Rijksinstituut voor Oorlogsdocumentatie. In het begin werd die naam nog afgekort tot RvO, later tot RIOD. Reeds op 6 juni 1945 werd evenwel door de Chef Staf van het Militair Gezag afgekondigd dat "de veiligheid van de Staat vordert" dat het oprichtingsbesluit van 8 mei moest worden ingetrokken, een besluit dat geen doorgang vond. 
Op 1 januari 1999 veranderde de naam in het Nederlands Instituut voor Oorlogsdocumentatie (NIOD) en werd het onderdeel van de Koninklijke Nederlandse Akademie van Wetenschappen. In 2002 werd door het NIOD en de Universiteit van Amsterdam het Centrum voor Holocaust- en Genocidestudies opgericht. Het centrum is op 9 december 2010 weer gefuseerd met het NIOD tot het NIOD Instituut voor Oorlogs-, Holocaust- en Genocidestudies.
Het centrum hield zich bezig met wetenschappelijk onderwijs en onderzoek naar de Holocaust en andere vormen van genocide, zoals de Jodenvervolging in Nederland en de genocide in Rwanda en Bosnië. Het vormde vanaf het begin onderdeel van de Koninklijke Nederlandse Akademie van Wetenschappen (KNAW).

### Directeuren
De Jong werd per 1 oktober 1945 aangesteld als 'chef' van het instituut. In die positie had hij de dagelijkse leiding. In 1979 ging hij als directeur met pensioen en werd opgevolgd door RIOD-medewerker Harry Paape, die op zijn beurt in 1990 door Kees Schulten werd opgevolgd. In 1996 werd Hans Blom directeur. In 2007 volgde Marjan Schwegman Blom op. Zij nam op 18 februari 2016 afscheid. Wichert ten Have was daarna interim-directeur. Per 1 september 2016 werd Frank van Vree benoemd tot Schwegmans opvolger. Sinds 1 september 2021 is Martijn Eickhoff directeur.

## Taken
Het NIOD deed sinds zijn oprichting onderzoek naar en publiceerde over Nederland (inclusief Nederlands-Indië) in de Tweede Wereldoorlog. De taken waren aanvankelijk:
- archieven en collecties van en over de Tweede Wereldoorlog te archiveren, verzamelen en beschikbaar te stellen;
- wetenschappelijk onderzoek uit te voeren en hierover te publiceren;
- particulieren en overheidsinstellingen informatie te verschaffen.

Van 1946 tot eind 1950 bracht het instituut het maandblad Nederland in oorlogstijd uit.
Na de fusie werd het werkterrein van het NIOD verruimd en bestrijkt het de 20ste en 21ste eeuw. Centraal staat de vraag naar de uitwerking van oorlogen, de Holocaust en andere genociden op individu en samenleving. Het NIOD stelt zichzelf nu aanvullend ten taak:
- debatten en activiteiten over oorlogsgeweld en processen die daaraan ten grondslag liggen te stimuleren en organiseren.

#### Onderzoek Nederlandse missies in Afghanistan
Het NIOD verklaarde zich in 2022 bereid samen met het Nederlands Instituut voor Militaire Historie (NIMH) wetenschappelijk en historisch onderzoek te doen naar het resultaat van twintig jaar Nederlandse inzet in Afghanistan, sinds de deelname aan de internationale actie Operation Enduring Freedom en sinds 2015 Operation Resolute Support. Dit berichtten de ministers Kajsa Ollongren (Defensie), Wopke Hoekstra (Buitenlandse Zaken) en staatssecretaris Eric van der Burg (Justitie en Veiligheid) op 20 januari 2022 in een brief aan de Tweede Kamer. Nederland was sinds 2002 militair en civiel actief in Afghanistan met Provinciaal Reconstructie Teams (PRT's) in de provincies Baghlan en Uruzgan (zie Task Force Uruzgan) en vervolgens met de Nederlandse geïntegreerde politietrainingsmissie in Kunduz, terwijl er eerder in het kader van de militaire interventie waarmee Operation Enduring Freedom begon ook geheime militaire operaties hadden plaatsgevonden.

### Kritiek
Het NIOD heeft in de loop van jaren heel wat kritiek te verduren gekregen en ook zijn regelmatig vraagtekens gezet bij de legitimiteit van een Nederlands of nationaal instituut ter bestudering van de geschiedenis. Een van de belangrijkste critici in de jaren zeventig van de twintigste eeuw was Jan Rogier. Het instituut kwam ook onder vuur te liggen toen Loe de Jong in een rechtstreeks op televisie uitgezonden persconferentie verklaarde dat CDA-fractievoorzitter Willem Aantjes bewaker was geweest in strafkamp Port Natal bij Assen en bij de Waffen-SS in vreemde krijgsdienst had gezeten, wat achteraf onjuist bleek (affaire-Aantjes). Historicus Jan Bank betwijfelde in zijn inaugurele rede van 1983 het nut van het voortbestaan van het instituut.
Ook het onderzoeksrapport naar de val van Srebrenica lokte kritiek uit, net als het rapport  over de politionele acties in Nederlands-Indië.

## Huisvesting
Het NIOD Instituut voor Oorlogs-, Holocaust- en Genocidestudies is gevestigd in een rijksmonument aan de Herengracht 380 te Amsterdam, oorspronkelijk tussen 1888 en 1890 gebouwd door architect Abraham Salm in opdracht van de Nederlandse tabaksplanter Jacob Nienhuys. Een studiezaal met 32 plaatsen vormt het hart van het instituut. Deze is tijdens kantooruren geopend voor onderzoekers en belangstellenden. Eerder huisde het instituut aan de Herengracht 474. In de beginjaren had het instituut een dependance in Batavia en jarenlang ook een aan de Prins Hendriklaan in Amsterdam.

#### Galerij

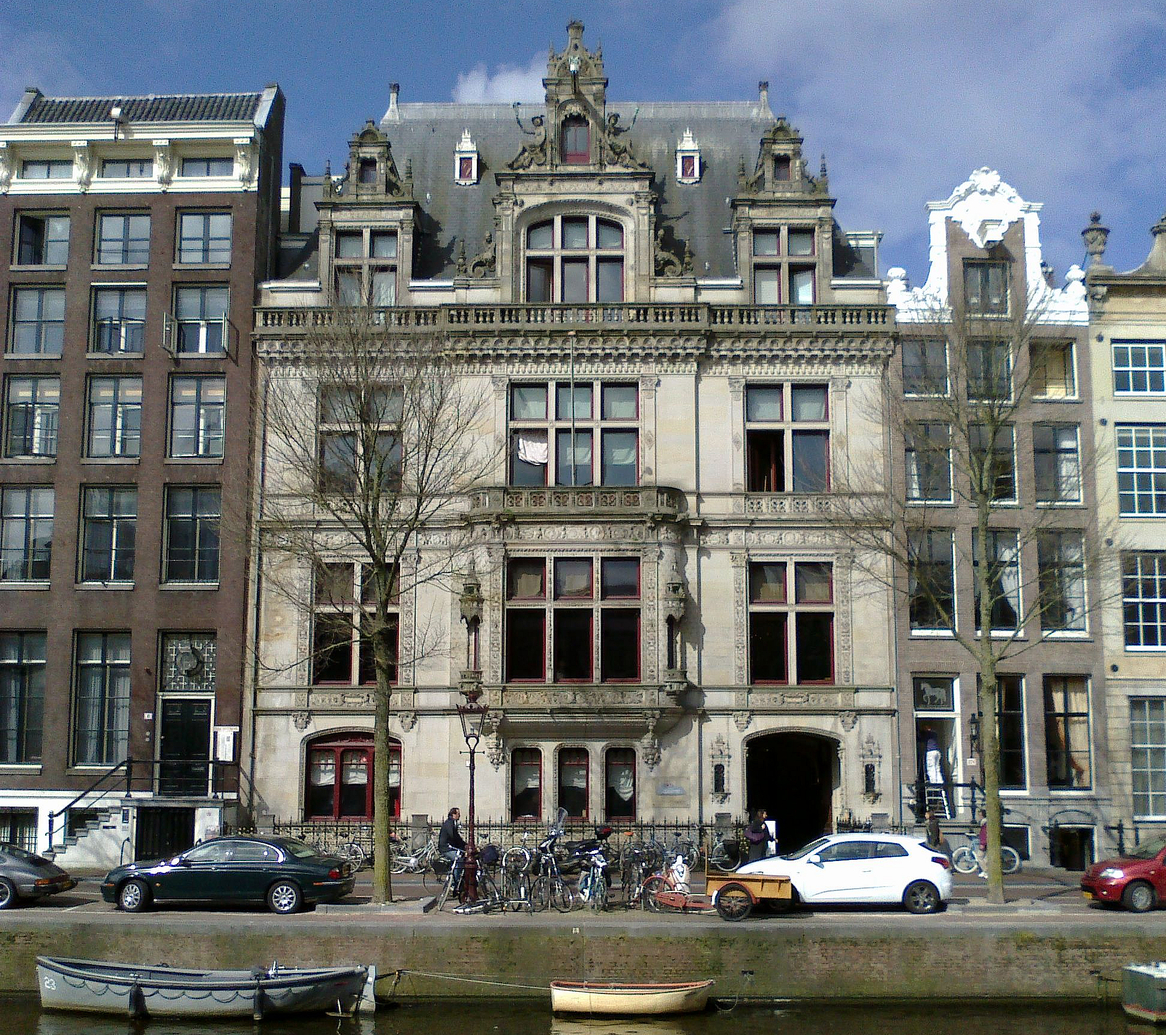
Het NIOD-gebouw aan de Herengracht 380 in Amsterdam (2016)
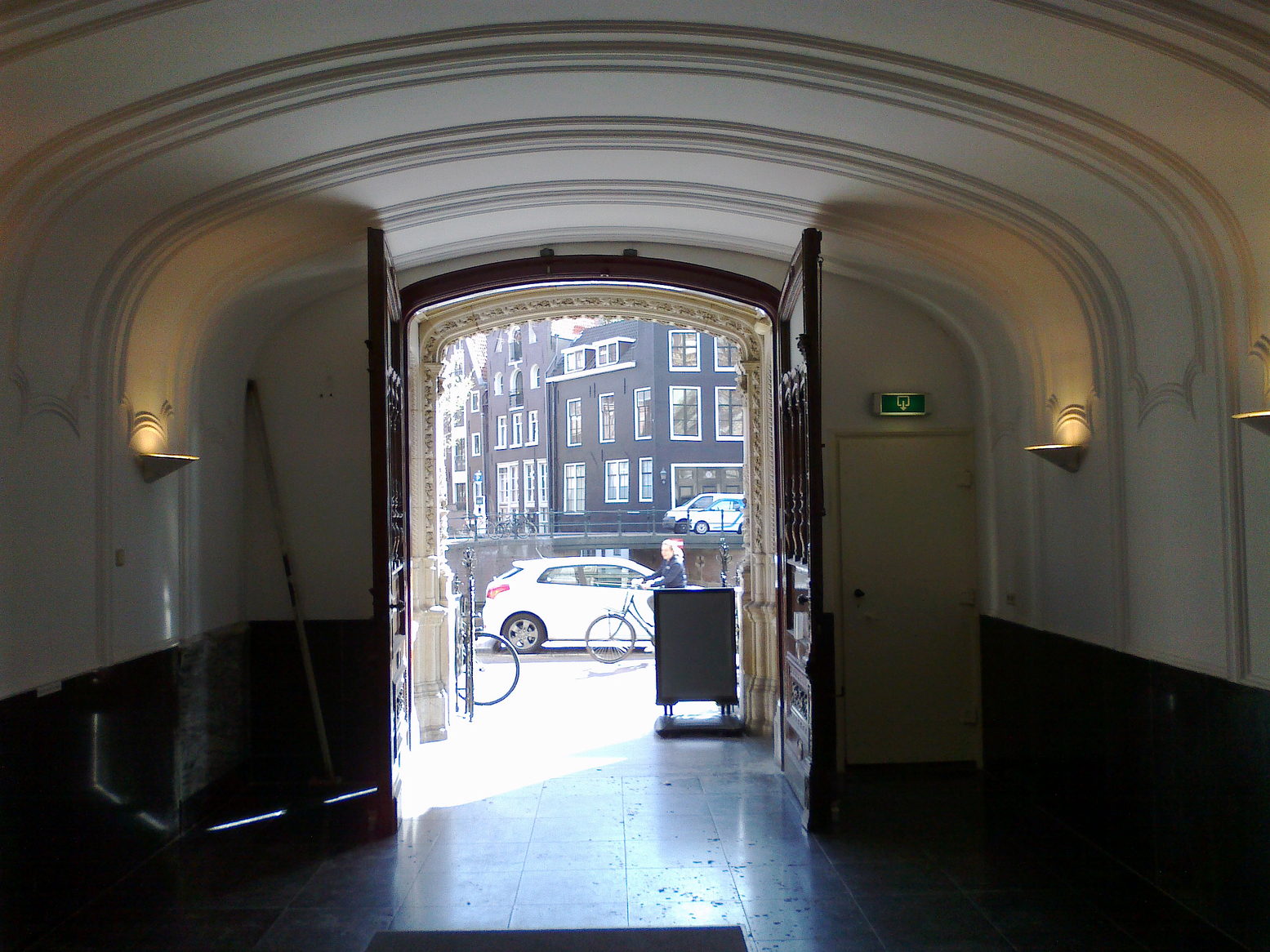
Hoofdingang (2016)
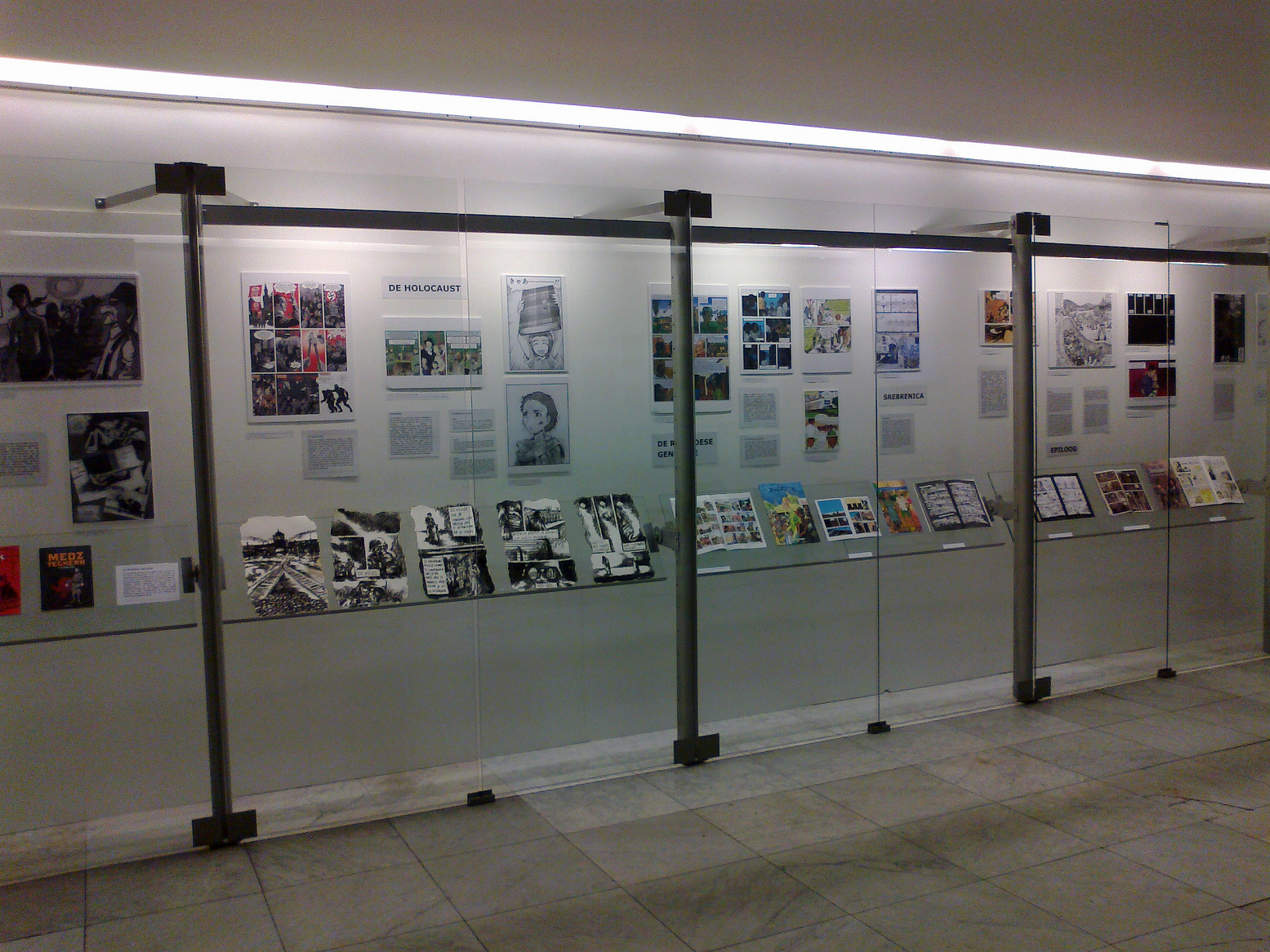
Expositieruimte (2016)
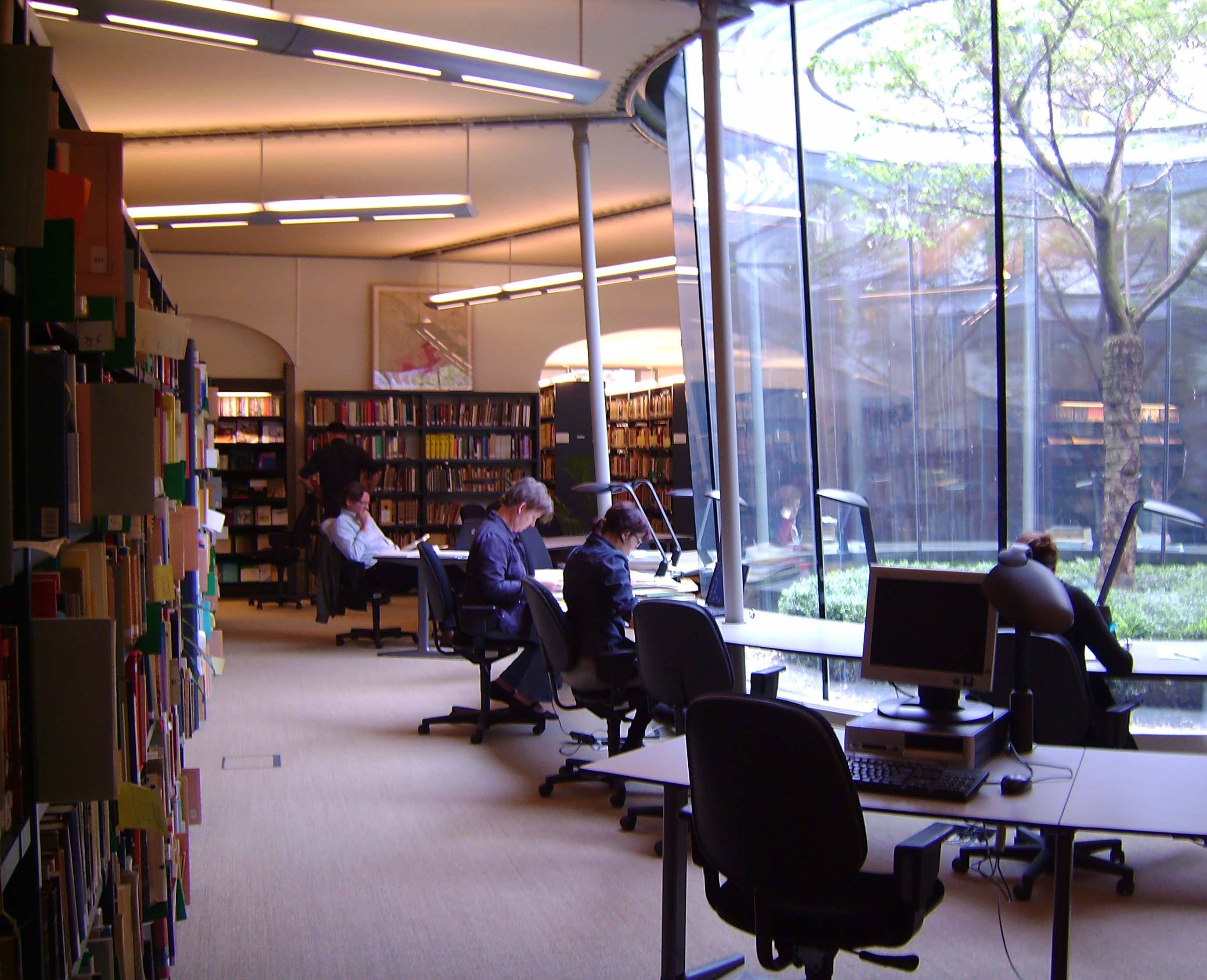
Studiezaal van het Nederlands Instituut voor Oorlogsdocumentatie (2009)
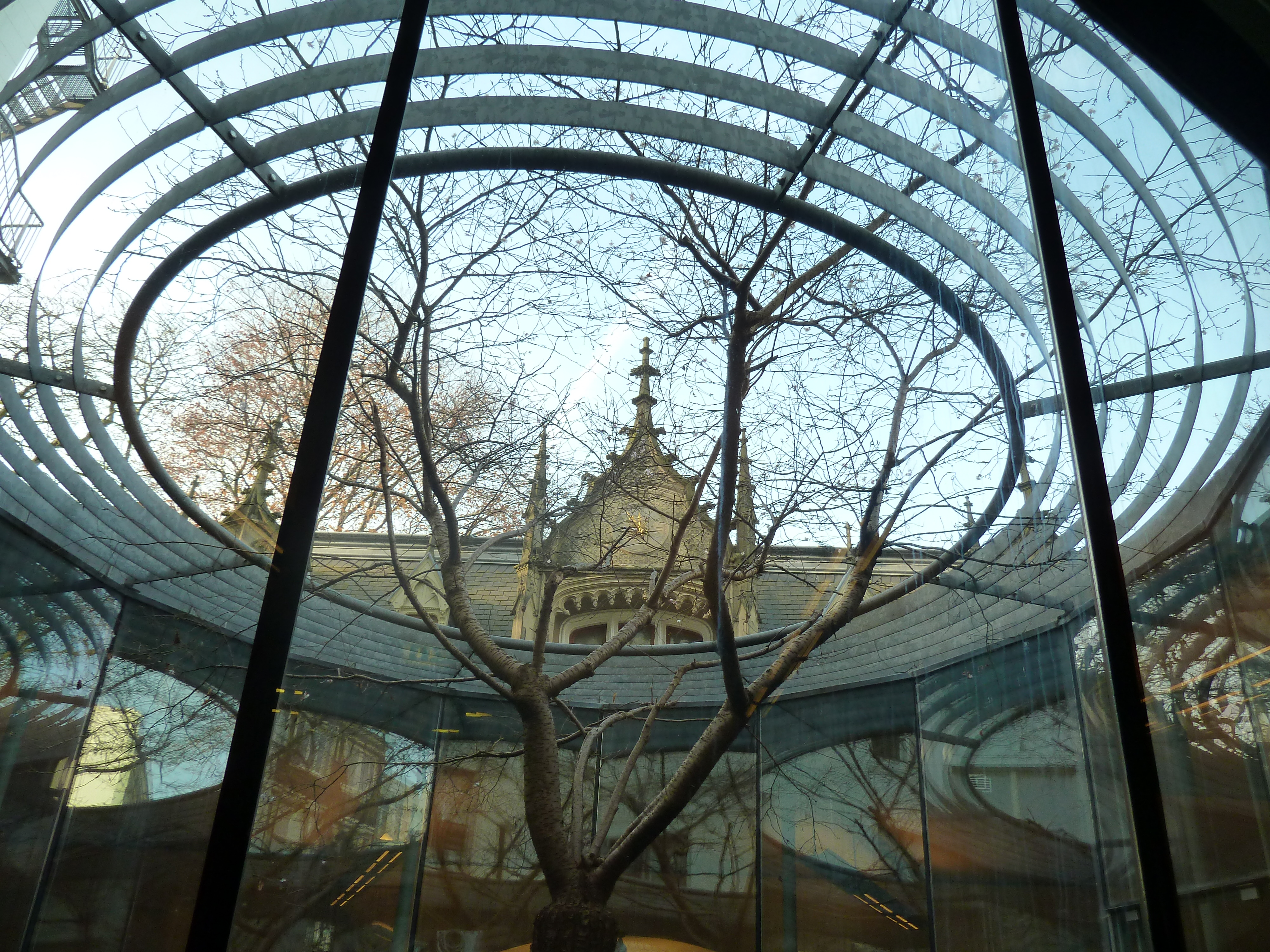
Binnenplaats, gezien vanuit de studiezaal (2009)
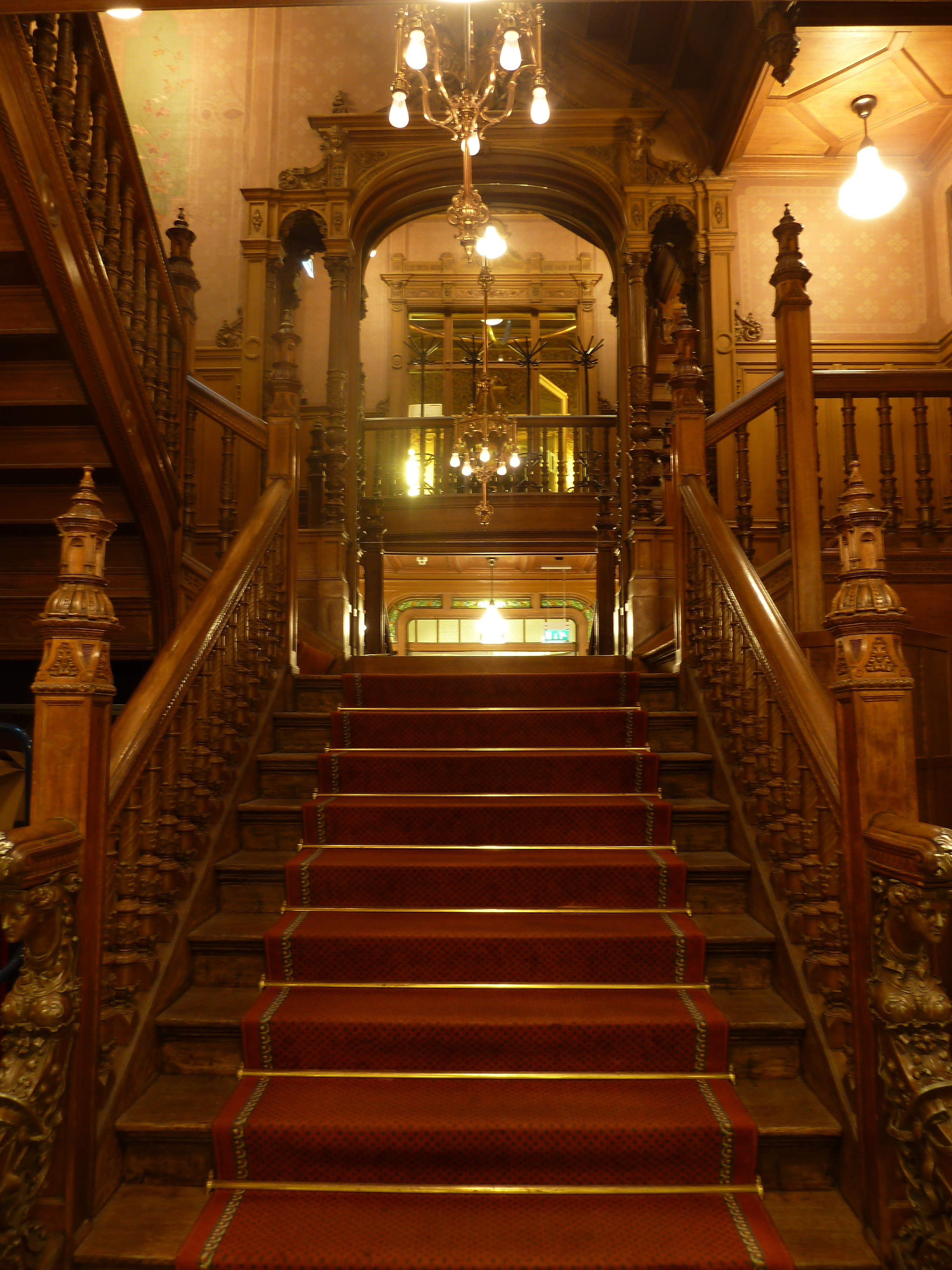
Oude trappenhuis (2014)